# Sultanato di Kilwa
Il sultanato di Kilwa (in persiano پادشاهی کیلوا‎) è stato un sultanato dell'Africa orientale esistito dal 957 al 1513, che arrivò al suo apice a controllare l'interità della costa swahili.
Con capitale a Kilwa Kisiwani, la leggenda narra che il sultanato fu fondato da Ali ibn al-Hassan Shirazi, principe persiano dello Shiraz, la cui famiglia governò il Paese fino al 1277. Al trono succedette la dinastia araba di Abu Moaheb fino al 1505, quando furono deposti dagli invasori portoghesi. Nel 1513 il sultanato venne frammentato in piccoli stati, molti dei quali divennero protettorati sotto l'impero omanita agli inizi del XVIII secolo.

## Storia

### Origini
La fondazione del sultanato di Kilwa risale al 957, anno in cui l'isola venne acquistata dal principe shirazi Ali ibn al-Hassan Shirazi, uno dei sette figli di un sovrano di Shiraz, in Persia, con madre schiava abissina. Alla morte del padre, Ali fu escluso dall'eredità per mano dei fratelli. Salpò da Hormuz con la sua famiglia e un piccolo gruppo di seguaci verso Mogadiscio, la principale città commerciale della costa dell'Africa orientale. Tuttavia, Ali non fu visto di buon occhio dall'élite somala, e venne espulso anche da questa città.
Si diresse verso la costa africana, dove si crede abbia acquistato l'isola di Kilwa dai bantu locali. Secondo una cronaca, l'isola era posseduta dal re bantu Almuli, collegata con un piccolo ponte di terra alla terraferma che emergeva con la bassa marea. Il re accettò di vendere l'isola ad Ali in cambio di una quantità di stoffa colorata che ricopriva la circonferenza dell'isola. Ma quando il re cambiò idea cercando di riprendersi l'isola, i persiani distrussero il ponte di terra, scollegando l'isola dalla terraferma. Questa cronaca ci permette di legittimare la dinastia con i suoi legami con l'Islam. Secondo Mark Horton e John Middleton, «la discendenza da una nobile famiglia islamica e da una schiava abissina (etiope) "spiega" perché i governanti erano entrambi neri e di discendenza reale musulmana; la donazione di stoffa al sovrano lo rendeva "civilizzato", e sua figlia divenne sposabile». Ali regnò per due anni; gli succedette al trono il figlio Muhammad ibn Ali, il cui regno durò per quarant'anni.

### Il successo commerciale
La posizione strategica dell'isola la rese un il centro commerciale migliore dell'Africa orientale, superando Mogadiscio. Iniziò rapidamente ad attrarre molti mercanti e immigrati dall'estremo nord, tra cui la Persia e l'Arabia. In pochi anni, la città divenne abbastanza grande da poter stabilire un insediamento satellite nella vicina isola di Mafia. La rivalità con Mogadiscio ebbe il suo apice quando Suleiman Hassan, nono successore di Ali e dodicesimo sultano di Kilwa (c. 1178–1195), strappò il controllo della città di Sofala ai mogadisciani. Sofala era il principale centro del commercio di oro e avorio con il Grande Zimbabwe e Monomatapa: la sua acquisizione portò grandi quantità di oro ai sultani del Kilwa, che permisero il finanziamento della loro espansione e dell'estensione del loro potere lungo l'interità della costa swahili. Il commercio con l'entroterra permise la diffusione dell'Islam e della lingua swahili nell'Africa orientale.
All'apice del suo potere nel XV secolo, il sultanato possedeva o rivendicava le città continentali di Malindi, Inhambane e Sofala, sulle isole-stato di Mombasa, Pemba, Zanzibar, Mafia, Comore e Mozambico (oltre a numerose località minori). Kilwa rivendicò anche piccole stazioni commerciali sparse sulla costa del Madagascar, oltre al predominio sul canale del Mozambico. A nord, il potere del sultanato era controllato dalle città-stato somale indipendenti di Barawa (una repubblica aristocratica autogovernata) e Mogadiscio (la città un tempo dominante, la principale rivale di Kilwa). A sud, il raggio d'azione di Kilwa si estendeva fino a Capo Correntes, al di sotto del quale le navi mercantili non erano solite transitare.
Al vertice della gerarchia si trovava il sultano di Kilwa: tuttavia, lo Stato non era centralizzato, ma più una confederazione di città commerciali. Ciascuna di esse possedeva la propria élite, comunità mercantili e collegamenti commerciali. Il sultano aveva il potere di nominare un governatore, ma anche la sua autorità non era coerente: in alcuni luoghi del sultanato (come ad esempio gli avamposti nell'Isola di Mozambico) egli governava in nome del sultano, mentre in città più consolidate come Sofala i suoi poteri erano molto limitati, più simili a quelli di un ambasciatore che di un governatore.

### L'arrivo dei portoghesi

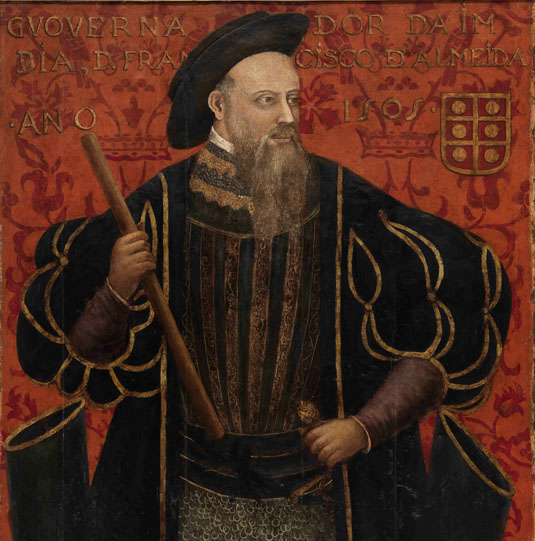
Fu l'esploratore portoghese Francisco de Almeida (in foto) a compiere la conquista militare del sultanato nel 1505 con la Settima Armata d'India

Tra il 1489 e il 1490, l'esploratore portoghese Pêro da Covilhã visitò il sultanato travestito da mercante arabo, passando per la città di Sofala. Fu il viaggio di Vasco da Gama del 1497 a far entrare per la prima volta le navi portoghesi nell'area: la costa swahili, dominata dalla religione musulmana, venne vista come il punto perfetto per ottenere il completo controllo dei traffici verso l'India. La netta superiorità tecnologica europea si aggiunse alla scarsa cooperazione e coordinazione dei signori delle città della costa, tipicamente in lotta fra loro. Da Gama strinse accordi con i vassalli del sultanato, Mozambico, Mombassa e Malindi, assicurandosi la loro cooperazione e un buon punto di attracco per l'Armata d'India. Con la sua Seconda Armata d'India, nel 1500 Pedro Álvares Cabral cercò di stringere degli accordi commerciali e un trattato d'alleanza con il sultanato, ma l'emiro Ibrahim rifiutò. Due anni dopo, la Quarta Armata guidata da Da Gama riuscì ad estorcere un tributo da parte dell'emiro, ponendosi in modo minaccioso, finché la Settima Armata di Francisco de Almeida non entrò nella baia di Kilwa, sbarcando 500 truppe con l'obiettivo di rovesciare l'emiro Ibrahim. Lo sviluppo degli insediamenti in India diede ai portoghesi un buon luogo di partenza per minacciare la costa swahili: nel 1505 Kilwa venne distrutta dai cannoni delle navi, in seguito ricostruita. La situazione interna al sultanato era critica, dovuta principalmente alla lotta per il potere alimentata dai capi dei vassalli, alleati con i portoghesi. L'emiro venne sostituito da Muhammad Arcone (Muhammad ibn Rukn ad Din) come vassallo dei lusitani, venne eretta una fortezza a Sofala e il territorio rimase sotto sorveglianza di un contingente militare.
Arcone designò Micante il figlio di al-Fudail ibn Suleiman, ultimo sultano di Kilwa della dinastia Mahdali, come suo successore, ritenendo fosse corretto proseguire il regno della dinastia. Nel 1506 Arcone venne assassinato dallo sceicco di Tirendicunde, parente dell'emiro Ibrahim, poiché ritenuto un burattino dei portoghesi. Pedro Ferreira Fogaça, capo del contingente lusitano, sostenne che la successione di Micante non fosse favorevole poiché appoggiata dalla fazione dell'emiro che, probabilmente, non sarebbe stata alla servitù dei lusitani. Fogaça sostituì Micante con il figlio di Arcone, facendo scoppiare il caos all'interno del Paese, finché Almeida non reinstallò Micante.

## Società ed economia
Nonostante la sua origine come colonia persiana, i numerosi matrimoni misti, la conversione degli abitanti bantu locali e la successiva immigrazione araba trasformarono il sultanato di Kilwa in un vero e proprio melting pot, etnicamente indistinguibile dalla terraferma. Acuni studi sul DNA antico hanno confermato che gli antenati asiatici nel periodo medievale provenivano originariamente dall'Iran, e che iniziarono a mescolarsi con gli antenati africani almeno 1 000 anni fa. Alla mescolanza delle culture perso-araba e bantu viene attribuito il merito di aver creato una cultura e una lingua distintive dell'Africa orientale, conosciute oggi come «swahili» (dall'arabo sawāḥili, pl. di «costa»). Nonostante ciò, le persone di credo musulmano, indipendentemente dalla loro etnia, si riferivano a sé stessi come «shirazi» o «arabi», e denominavano i popoli bantu non convertiti del continente «zanj» o «kāfir» (lett. "infedele").
Dal punto di vista economico, il sultanato dipendeva fortemente dagli scambi commerciali con l'estero: anche se in presenza di un'agricoltura locale, spesso si acquistavano beni stranieri per sostenere la popolazione. Alcuni esempi possono essere il miglio e il riso, o carni come bovini e pollame, tipicamente acquistati dalle tribù bantu dell'entroterra in cambio di beni di lusso e materie prime come oro e avorio. 